# مازن الصالحاني
مازن الصالحاني (مواليد 1979 في دمشق) رجل أعمال وسياسي سوري يشغل منصب وزير السياحة في حكومة أحمد الشرع منذ 29 آذار 2025

## ولادته وتحصيله
مازن الصالحاني مواليد دمشق (1399هـ _1979م) حاصل على دبلوم دراسات عليا في إدارة الأعمال من كلية البحيرات العظمى للعلوم والتكنولوجيا في
جامعة واترلو أونتاريو – كندا، وعلى درجة الماجستير في علوم إدارة المشاريع من جامعة ويست كليف في الولايات المتحدة الأميركية.

## عمله ووظائفه
عنده خبرة واسعة في إدارة المشروعات السياحية والاستثمارية، حيث تولى رئاسة مجالس إدارة عدة شركات في قطر، السعودية، تركيا، الجزائر، وسوريا، وساهم في تطوير وإدارة مجموعة من المشاريع السياحية الكبرى، أبرزها:منتجع سلوى ـ مول قطر_فندق بنتلي الفاخر_جزيرة جيوان_منتجع أنانتارا_سلسلة فنادق عالمية، مثل: هيلتون، ماريوت، شيراتون، ذا نيد، النجادة، الريان (LXR)_مترو قطر_فندق والدورف أستوريا – المالديف_مدينة القدية المائية – السعودية_مجمع وفندق بالم فيليدج – سوريا.

## وصلات خارجية
من هو مازن الصالحاني الذي تمّ تعيينه وزيرا للسياحة في الحكومة السورية الجديدة؟
كلمة وزير السياحة مازن الصالحاني اثناء تسلمه حقيبة السياحة